# Karin Lindberg (Turnerin)
Karin Elisabet Lindberg (* 6. Oktober 1929 in Kalix; † 2. Dezember 2020 in Örebro), verheiratete Karin Lindén, war eine schwedische Turnerin.
Bei den Olympischen Spielen 1948 in London wurde nur ein Wettbewerb für Turnerinnen angeboten, der Mannschaftsmehrkampf. Es siegte die tschechoslowakische Mannschaft vor den Ungarinnen und dem US-Team. Karin Lindberg belegte mit der schwedischen Mannschaft den vierten Platz, wobei sie mit 52,70 Punkten die beste Turnerin ihrer Mannschaft war.
1950 wurden erstmals nach dem Zweiten Weltkrieg Turn-Weltmeisterschaften ausgetragen. Bei den Wettkämpfen in Basel gewann das schwedische Team mit Evy Berggren, Vanja Blomberg, Karin Lindberg, Gunnel Ljungström, Hjördis Nordin, Ann-Sofi Pettersson-Colling, Göta Pettersson und Ingrid Sandahl die Mannschaftswertung vor den Mannschaften aus Frankreich und Italien.
Bei den Olympischen Spielen 1952 wurden neben dem bereits mehrfach ausgetragenen Mannschaftswettbewerb sechs weitere Wettbewerbe für Turnerinnen angeboten: Einzelmehrkampf, vier Einzelgeräte und die Gruppengymnastik. Die schwedische Mannschaft belegte im Mannschaftsmehrkampf den vierten Platz hinter der Sowjetunion, Ungarn und der Tschechoslowakei. Im Einzelmehrkampf belegte Karin Lindberg als beste Schwedin den 17. Platz, an den Geräten war der 7. Platz im Sprung ihr bestes Ergebnis. In der abschließend ausgetragenen Gruppengymnastik mit Handgeräten gewann die schwedische Mannschaft vor der Sowjetunion und Ungarn. Die schwedische Riege siegte in der Besetzung Evy Berggren, Vanja Blomberg, Karin Lindberg, Hjördis Nordin, Ann-Sofi Pettersson-Colling, Göta Pettersson, Gun Röring und Ingrid Sandahl.
Zwei Jahre nach dem achten Platz im Mannschafts-Mehrkampf bei den Weltmeisterschaften 1954 belegten die Schwedinnen auch bei den Olympischen Spielen 1956 in Melbourne den achten Platz in der Mehrkampf-Mannschaftswertung. Lindberg erreichte den 48. Platz im Einzel-Mehrkampf, im Pferdsprung war der 23. Platz ihre beste Einzelplatzierung. In der Gruppengymnastik siegten die Ungarinnen vor der schwedischen Mannschaft mit Evy Berggren, Ann-Sofi Pettersson-Colling, Doris Hedberg, Maude Karlén, Karin Lindberg und Eva Rönström.